# Solarimeter
Een solarimeter is een meteorologisch instrument, een soort pyranometer, waarmee de som van direct en diffuus zonlicht gemeten kan worden. Solarimetrie is gebaseerd op het principe van het thermo-elektrisch effect.
Een solarimeter meet de warmte die ontstaat wanneer zonnestraling door een zwarte straler (zwart voorwerp) geabsorbeerd wordt. Het principe werd uitgevonden door de Italiaanse priester Angelo Bellani, die de actinometrische methode ontwikkelde, gebaseerd op natuurkundige en chemische technieken.